# Brad Linaweaver
Bradford Swain Linaweaver (* 1. September 1952 in Washington, North Carolina; † 29. August 2019 in Apopka, Florida) war ein US-amerikanischer Science-Fiction-Schriftsteller, Filmproduzent, Schauspieler und Herausgeber. In seiner 40-jährigen Karriere hat er u. a. eine Reihe von Romanen, Kurzgeschichten und Drehbüchern verfasst.

## Biografie
Brad Linaweaver wurde am 1. September 1952 in Washington, North Carolina, als einziges Kind von Melville und June Linaweaver geboren. Die Familie zog 1958 an den Stadtrand von Orlando, Florida, als Brad sechs Jahre alt war, wo sein Vater sich mit Immobilienentwicklung und Investitionen beschäftigte. Linaweaver besuchte öffentliche Schulen in Orange County, Florida, bevor er die Florida State University besuchte. Er erhielt seinen Master of Fine Arts in einem Programm für Dichter und Schriftsteller vom Rollins College. Obwohl er den größten Teil seiner Karriere in Hollywood, Kalifornien verbrachte, ließ er sich schließlich am Haus am Seeufer der Familie in Apopka nieder, das sein Vater kurz nach seinem Umzug im Jahr 1958 entworfen und gebaut hatte.
Im Alter von 66 Jahren starb Brad Linaweaver am 29. August 2019 in seinem Haus in Apopka an Krebs.

## Karriere

### Politischer Essayist
Ende 1970, während seines ersten Studienjahres an der Florida State University, trat Linaweaver dem örtlichen Verband der nationalkonservativen Organisation Young Americans for Freedom (YAF) bei. Sowohl der Konservatismus in den Vereinigten Staaten als auch der Libertarismus waren im lokalen YAF-Verband vertreten, was Linaweaver dazu veranlasste, über die verschiedenen politischen Philosophien zu schreiben und zu debattieren, die zu dieser Zeit auf dem College um Anhänger konkurrierten. Dies führte schließlich zu seinem ersten Verkauf, einem kurzen Artikel The Wish, der den Kapitalismus über den Sozialismus stellte. Der Artikel erschien in The New Guard, der von der YAF herausgegebenen Zeitschrift. Spätere Artikel in dieser Zeitschrift erregten die Aufmerksamkeit des Intellektuellen, konservativen Autors und YAF-Gründers William F. Buckley, Jr. Linaweaver und Buckley befreundeten sich und korrespondierten Jahrzehnte bis zu Buckleys Tod im Jahr 2008. Durch diese Beziehung veröffentlichte Linaweaver schließlich Aufsätze in Buckleys Magazin National Review. Zu dieser Zeit ihm unbekannt, erregten Linaweavers Texte auch die Aufmerksamkeit von Ronald Reagan. 1976 widmete Reagan eine seiner Radiosendungen einer Diskussion über The Wish und lobte dabei Linaweaver. Reagan fasste seinen Kommentar zu Linaweaver mit der Zeile “How right he is!” („Wie recht er doch hat!“) zusammen. Die Radiosendung ist im Reagan-CD-Set In His Own Voice und im Buch Stories in His Own Hand: The Everyday Wisdom of Ronald Reagan enthalten. Linaweaver erfuhr erst Jahrzehnte später von Reagans Billigung. Er sinnierte später, dass wenn er es früher gewusst hätte, es möglicherweise seine Karriere verändert hätte.

“I never would have had my career in Hollywood. I might have been a boring political hack in Washington, trying to capitalize on the Reagan endorsement to be a political speechwriter. I'd be a worse libertarian than I am today.”

„Ich hätte meine Karriere nie in Hollywood gehabt. Ich könnte ein langweiliger politischer Schreiberling in Washington gewesen sein und versucht haben, aus der Bestätigung von Reagan als politischer Redenschreiber Kapital zu schlagen. Ich wäre ein schlechterer Libertarier als heute.“

Stattdessen begann Linaweaver bald, Science-Fiction und Geschichten für Filme zu schreiben, und fügte seine libertäre Ideologie, wann immer möglich, in die Werke ein. In einem Interview von 2007 stellte er fest, dass

“I've been getting libertarian messages into everything for a quarter of a century”

„Ich habe seit einem Vierteljahrhundert libertäre Botschaften in alles hineingelegt.“

Er stellte jedoch fest, dass sich nicht jedes Genre für seine Form der politischen Unterstützung anbot.

“My involvement with movies has been mostly low-budget, exploitation stuff where ideology is not that relevant. When you're writing science fiction for a New York publisher, you actually achieve something when you slip in a libertarian idea. But with independent, exploitation, low-budget Hollywood, there's already an anti-authoritarian attitude. That culture is by nature fairly libertarian. There's less need to be a propagandist.”

„Meine Beschäftigung mit Filmen waren größtenteils für Low-Budget-Produktionen, bei denen Ideologie nicht so relevant ist. Wenn Sie Science-Fiction für einen New Yorker Verlag schreiben, erreichen Sie tatsächlich etwas, wenn Sie eine libertäre Idee einbringen. Aber bei unabhängigen Low-Budget-Hollywood-Produktionen gibt es bereits eine antiautoritäre Haltung. Diese Kultur ist von Natur aus ziemlich libertär. Es gibt weniger Notwendigkeit, ein Propagandist zu sein.“

### Film
Linaweaver begann seine Filmkarriere 1978 mit der Originalstory für The Brain Leeches, den Film, der auch die Karriere des Hollywood-Filmregisseurs, Filmproduzenten (und manchmal professioneller Wrestler) Fred Olen Ray begründete. Seine Verbindung mit Ray setzte sich während des gesamten Lebens von Linaweaver fort und umfasste Arbeiten an Jack-O, den Linaweaver schrieb und produzierte sowie spätere Projekte wie Super Shark, ein Ray-Film von 2011, bei dem Linaweaver Executive Producer war. Zu Linaweavers langjähriger Tätigkeit bei Independent-Filmen gehörte auch die Originalstories für Low-Budget-Direct-to-Video Produktionen wie The Boneyard Collection, Space Babes Meet the Monsters und The Low Budget Time Machine. Linaweavers Verbindung mit Ray und anderen führte zu einer Reihe kleiner Schauspielrollen, die zumeist nicht im Abspann erwähnt wurden.

### Science-Fiction
Linaweavers erste veröffentlichte Science-Fiction-Publikation fand in der Juli-Ausgabe 1980 von Fantastic mit der Kurzgeschichte The Competitor ihren Platz, die später als Hörspiel und Bühnenproduktion von der Atlanta Radio Theatre Company produziert wurde.

#### Themen
Was bald folgte, gilt als Linaweavers Opus magnum: Moon of Ice. Es ist eine Alternativweltgeschichte, in der Nazideutschland als erstes eine Atombombe entwickelt und damit die Sowjetunion und Großbritannien besiegt ... nur um eine Pattsituation mit den Vereinigten Staaten zu erreichen, die ihre eigene Atombombe benutzt, um Japan zu besiegen. Die Arbeit ermöglichte es Linaweaver, die unterschiedlichen Ergebnisse von Wirtschaftsmodellen (Nationalsozialismus in Deutschland, Libertarismus in den Vereinigten Staaten) sowie die wenig bekannten Kultisten-Grundlagen und Überzeugungen des NS-Regimes darzulegen. Die Arbeit begann in Form einer Novelle, die bald die Aufmerksamkeit der Science-Fiction-Community auf sich zog, was 1983 zu einer Nominierung für den Nebula Award führte und als Finalist in dieser Kategorie endete. Linaweaver erweiterte die Geschichte dann auf einen Roman und etablierte sich fest im Bereich der libertären Science-Fiction-Autoren und gewann anschließend einen Prometheus Award. Der Roman erhielt positive Kritiken von Robert A. Heinlein, Isaac Asimov, Ray Bradbury und William F. Buckley, Jr. Während viele Kritiken den Umgang mit wirtschaftlichen Themen lobten und Linaweavers Forschungen zu den wenig bekannten kultistischen Überzeugungen einiger Nazi-Eliten (einschließlich der Theorie der hohlen Erde und eines Mondes aus Eis), bemängelten einige das Erzählen von Geschichten und meinten, dass der Informationsstrom "eher betäubt als stimuliert".
Sein Roman Sliders, der auf der gleichnamigen Fernsehserie basiert, enthält eine uneingeschränkte Kritik des Kommunismus und erweitert Ideen, die Linaweaver zu Beginn seiner Karriere in The Wish zum ersten Mal untersucht hat. Zu seinen weiteren Romanen gehört The Land Beyond Summer, gemeinsam mit Dafydd ab Hugh vier Doom-Romane, gemeinsam mit Richard Hatch drei Kampfstern Galactica-Romane und Anarquia mit J. Kent Hastings, eine alternative geschichtliche Behandlung des spanischen Bürgerkriegs. Die erste Sammlung seiner Kurzgeschichten wurde unter dem Titel Clownface veröffentlicht.
Im Laufe seiner Karriere schrieb Linaweaver mehr als 50 Geschichten, die ihren Weg in den Druck fanden.

#### Kooperationen und Auszeichnungen
Linaweavers 1995er Zusammenarbeit mit Victor Koman, The Light That Blinds, zeigte einen okkulten Kampf zwischen Aleister Crowley und Adolf Hitler.
1993 wurde Linaweavers Kurzgeschichte Unmerited Favor in Mike Resnicks Anthologie Alternate Warriors veröffentlicht.
1998 wurde Linaweavers Kurzgeschichte And to the Republic For Which It Stands in der Anthologie Alternate Generals von Harry Turtledove veröffentlicht. Im Jahr 2005 wurde seine Kurzgeschichte A Good Bag in einer anderen von Turtledoves Anthologien Alternate Generals III veröffentlicht.
2004 war er Co-Autor von Worlds of Tomorrow mit dem ehemaligen Herausgeber von Filmmagazinen und Sammler von Film-Erinnerungsstücken Forrest J. Ackerman. Der Bildband enthielt Cover-Art aus dem Goldenen Zeitalter der Science-Fiction, aus Ackermans umfangreicher Sammlung sowie farbige Reproduktionen und Kommentare der Autoren.
Linaweaver teilte sich einen zweiten Prometheus-Award mit Ed Kramer für die Mitherausgabe von Free Space, einer libertären Science-Fiction-Anthologie von Tor Books.
Einige seiner Kurzgeschichten wurden von Ellen Datlow in der Anthologieserie The Year's Best Fantasy and Horror aufgenommen. So unter anderem The Lon Chaney Factory, Clutter, A Real Babe und Chump Hoist. Die Science-Fiction-Geschichte Wells of Wisdom stand bei der Verleihung des Nebula Awards für die beste Kurzgeschichte zur Wahl und war im von Catherine Oxenberg gelesenen Galaxy Audio Project.

### Web-Serie
Linaweaver schrieb und produzierte auch Online-Inhalte, darunter die preisgekrönte Web-Serie Silicon Assassin mit Richard Hatch, die derzeit auf YouTube verfügbar ist.

### Herausgeber
Linaweavers langjährige Tätigkeit in Hollywood und die Geschichten und Persönlichkeiten, die er während seines Aufenthalts dort erlebt und kennengelernt hatte, gipfelten in der Gründung des Filmmagazins Mondo Cult mit Linaweaver als Herausgeber. Das Magazin enthielt literarische Beiträge und Artikel von Linaweavers vielseitiger Liste prominenter Freunde und Kontakte, darunter Battlestar Galactica-Star Richard Hatch; Science-Fiction-Autor und Sammler Forrest J. Ackerman; der konservative Kommentator und Verleger William F. Buckley, Jr.; Pornostar Traci Lords; Gedichte von Ray Bradbury und Linaweavers College-Freund und YAF-Kollege Chesley V. Morton. Mondo Cult wird von der ehemaligen Herausgeberin von Famous Monsters of Filmland, Jessie Lilley, herausgegeben.

## Heinleins Messingkanone
Linaweaver besaß eine kleine Messingkanone, die ursprünglich dem Science-Fiction-Schriftsteller Robert A. Heinlein gehört hatte. Heinlein und seine Frau Virginia hatten die Kanone 1964 unmittelbar nach der Präsidentschaftswahl in den Vereinigten Staaten 1964 in Goldwater erworben. Sie lieferte später Inspiration für The Brass Cannon, Heinleins Arbeitstitel für den Roman von 1966, der schließlich als The Moon is a Harsh Mistress veröffentlicht wurde. In diesem Roman bezieht sich Heinlein auf die Kanone, in einem Gleichnis, das besagt, dass Selbstverwaltung eine Illusion ist, die durch Unverständnis der Realität verursacht wird. Fast 30 Jahre lang war das Abfeuern der Messingkanone in der Heinlein-Residenz eine Tradition des 4. Juli. Virginia Heinlein behielt die Kanone nach dem Tod ihres Mannes im Jahr 1988 und vererbte sie Linaweaver, nachdem Virginia im Jahr 2003 gestorben war. Linaweaver stellte die Kanone wieder in Betrieb und veröffentlichte 2007 ein Video auf YouTube, in dem sie mehrmals (mit sehr geringer Ladung) abgefeuert wurde.

## Bibliografie

### Romane

#### Battlestar Galactica
- Paradis, ibooks 2003, ISBN 0-7434-7441-4 (mt Richard Hatch)
- Destiny, ibooks 2004, ISBN 0-7434-8685-4  (mt Richard Hatch)
- Redemption, ibooks 2005, ISBN 1-59687-119-9 (mt Richard Hatch)

#### Doom
- 1. Knee-Deep in the Dead, Pocket Star Books 1995, ISBN 0-671-52555-7 (mit Dafydd ab Hugh)
  - Knee-Deep in the Dead, Dino 2005, Übersetzer Firouzeh Akhavan-Zandjani, ISBN 3-8332-1207-1
- 2. Hell on Earth, Pocket Star Books 1995, ISBN 0-671-52562-X (mit Dafydd ab Hugh)
  - Hell on Earth, Dino 2005, Übersetzer Firouzeh Akhavan-Zandjani, ISBN 3-8332-1208-X
- 3. Infernal Sky, Pocket Star Books 1996, ISBN 0-671-52563-8 (mit Dafydd ab Hugh)
  - Höllischer Himmel, Dino 2005, Übersetzer Firouzeh Akhavan-Zandjani, ISBN 3-8332-1209-8
- 4. Endgame, Pocket Star Books 1996, ISBN 0-671-52566-2 (mit Dafydd ab Hugh)
  - Endspiel, Dino 2005, Übersetzer Firouzeh Akhavan-Zandjani, ISBN 3-8332-1346-9

### Weitere Romane
- Moon of Ice, Arbor House / William Morrow 1988, ISBN 0-87795-945-5
- Sliders: The Novel, Boulevard Books 1996, ISBN 1-57297-098-7
- The Land Beyond Summer, Pulpless.Com 1999, ISBN 1-58445-003-7
- Anarquia, Sense of Wonder Press 2004, ISBN 0-918736-64-1 (mit J. Kent Hastings)